# Francisco Fortunato Pires
Francisco Fortunato Pires (Canga, Mé-Zóchi, São Tomé i Príncipe, 24 de novembre de 1948) és un polític de São Tomé i Príncipe. Va néixer al llogaret de Canga, actualment un barri de Cruzeiro no gaire lluny de Trindade. Llicenciat en dret a la Universitat de Lisboa en 1981 i per la Universitat de l'Havana en 1987, va ser Ministre de Justícia en 1985-1991 i ambaixador a Portugal en 1981-1983.
Fou elegit diputat pel districte de Cantagalo pel MLSTP-PS, partit en el que militava des de 1974, a les eleccions legislatives de São Tomé i Príncipe de 1980 i pel de Mé-Zochi a les eleccions legislatives de São Tomé i Príncipe de 1985, 1994 i 1998, i de 1994 a 2002 fou president de l'Assemblea Nacional de São Tomé i Príncipe. Fou elegit diputat independent a les eleccions legislatives de 2002.
Es va presentar com a candidat independent a les eleccions presidencials del 29 de juliol de 2001, però només va obtenir el 0,71 % dels vots i restà el cinquè candidat amb més vots. En 2003 fou escollit jutge del Tribunal de Comptes, càrrec que va ocupar fins que es va jubilar en 2011, any en què fou nomenat membre del Consell Superior de la Magistratura Judicial.